# Yrahid Leylanni
Yrahid Leylani (23 de abril de 1986) es una actriz mexicana, egresada del CEA de Televisa y del Taller de actores de Telemundo.
Su debut como actriz fue en 2007 en la novela de Televisa Tormenta en el paraíso, aunque ya había tenido algunas participaciones en el unitario Mujer, casos de la vida real.

## Filmografía

### Telenovelas
- Mariposa de barrio Telemundo (2017) - Fabiola Sotomayor
- Bajo el mismo cielo Telemundo (2015-2016) - Teresa Amado
- Tenías que ser tú (2013) - Vicky
- Corazón valiente Telemundo (2012) - Natalia
- Relaciones peligrosas Telemundo (2012) - Yesenia Rivera
- Tormenta en el paraíso Televisa (2007) - Estela

### Series
- Escándalos Televen (2015) - Sindy
- Mujer, casos de la vida real (2005-2007) - Carla / Morelia Giraldo / Rania María

### Cine
- Desafío (2010) - Sofía del Castillo
- Luz (2010) - Luz